# رگرسیون خطی چندمتغیره بیزی
در آمار، رگرسیون خطی چندمتغیره بیزی (به انگلیسی: Bayesian multivariate linear regression) یک رویکرد بیزی برای رگرسیون خطی چندمتغیره است، یعنی رگرسیون خطی که در آن نتیجه پیش‌بینی‌شده بردار متغیرهای تصادفی همبسته است تا یک متغیر تصادفی اسکالر منفرد. یک روش کلی‌تر از این رویکرد را می‌توان در مقاله برآوردگر MMSE یافت.